# Zaklopatica (település)
Zaklopatica falu Horvátországban, Dubrovnik-Neretva megyében. Közigazgatásilag Lastovo községhez tartozik.

## Fekvése
Makarskától légvonalban 59 km-re délre, Lastovotól légvonalban 2, közúton 3 km-re északnyugatra, az ublei kompkikötőtől  7 km-re északkeletre, Lastovo szigetének északi partján, az azonos nevű öbölben fekszik. Az öböl partján mintegy tizenöt régi lakóház áll, közülük néhányban vendéglátó egység működik. A közeli azonos nevű szigetecskén számos ritka madárfaj fészkel.

## Története
A szigeten élő első ismert nép az illírek voltak, akik az i. e. 2. évezredben jelennek meg. A magaslatokon épített erődített településeken éltek. Településeik maradványai megtalálhatók a sziget több pontján, többek között a falutól nyugatra fekvő Sozanj-hegyen. Az illírek halottaikat kőből rakott halomsírokba temették, melyek általában szintén magaslatokon épültek. Lastovo szigetén is számos illír eredetű halomsír található, tizenegy halomsír található a Sozanj-hegytól délre is. Az illírek i. e. 30-ig uralták a szigetet, amikor Octavianus hadai végső győzelmet arattak felettük. A római légionáriusok a sziget több pontján letelepedtek magukkal hozva kultúrájukat, életmódjukat, szokásaikat. A római villagazdaságokban nagy mennyiségű gabonát, olívaolajat, bort, sózott halat és más élelmiszert állítottak elő, melyekkel élénk kereskedelmet folytattak. Ezek a tágas, kényelmesen berendezett épületek központi fűtéssel, díszes mozaikpadlóval, luxustárgyakkal rendelkeztek. A rómaiak idejében a sziget központja a mai Uble területén volt.
A 8. században egy szláv kalóznép a neretvánok telepedtek itt le rettegésben tartva az Adrián hajózó kereskedelmi hajókat. 1000-ben Orseolo II. Péter velencei dózse hajóhada rajtaütött a neretvánok lastovoi megerősített településén, elfoglalta és felgyújtotta azt. A harcokban a sziget lakosságának nagyobb része elpusztult. A velencei források szerint csak 36 család maradt életben. A velenceiek megszállták a szigetet, mely még 1026-ban Orseolo Ottó idejében is velencei kézen volt. Nem sokkal ezután azonban I. István horvát király kihasználva a velenceiek problémáit és II. Baszileiosz bizánci császár halálát visszafoglalta Lastovot. A 12. századra a többi horvát területekkel együtt a horvát-magyar királyok uralma alá került. Ebben az időben Lastovo is széleskörű autonómiát élvezett. A következő időszakban hol magyar, hol velencei, hol bizánci uralom alatt találjuk. Miután 1180-ban III. Béla magyar király felszabadította a bizánci uralom alól a Hvari egyházmegye fennhatósága alá rendelte. 1252-ben lakói önszántukból csatlakoztak a Raguzai Köztársasághoz, mely belső autonómiát ígért a számukra. 1486-ban megszűnt a lastovoi autonómia, miután a helyi tanácsot a raguzai nagytanács alá rendelték. A jogok megnyirbálása 1602-ben a szigetlakók lázadásához vezetett, melyet a raguzai hatóságok véresen fojtottak el. 1603-ban a lázadók hívására velencei csapatok szállták meg a szigetet, mely 1606-ban visszatért a Raguzai Köztársaság fennhatósága alá. 1652-ben újabb lázadás tört ki, melynek során a lastovoiak újra felajánlkoztak a Velencei Köztársaságnak, amely azonban ezt ekkor már az újabb felkeléstől tartva elutasította. Ezek után Lastovo végképpen elveszítette az önrendelkezést és most már a köztársaság által diktált feltételekkel a Raguzai Köztársaság része lett. A török hódítás időszakában Lastovo gyakran volt kitéve az ulcinji kalózok támadásainak, ezért a 18. századig helyi katonaság védte a szigetet.
1806-ban a Raguzai Köztársaságot legyőző franciák uralma alá került, akik a Lastovo feletti Glavica nevű magaslaton erődöt építettek és a helyi lakosságot az angolok elleni védekezésre mozgósították. 1813. január 28-án az angolok mégis elfoglalták a szigetet, melyet 1815-ben a berlini kongresszus a Habsburgoknak ítélt. 1829-ig a szigeten független bíróság működött, majd ezután a korčulai adminisztráció felügyelete alá rendelték. 1918. november 11-én megkezdődött Dalmácia Olaszországhoz csatolása. Az 1920. november 12-i rapallói egyezmény Zára térségével együtt olasz kézen hagyta. Zaklopatica lakosságát 1931-ben számlálták meg először önállóan, akkor 15-en lakták. A II. világháború idején röviddel az 1943-as olasz kapituláció után Tito célul tűzte ki Lastovo elfoglalását és Jugoszláviához csatolta. A háború után a szocialista Jugoszlávia része lett. 1953-ig a sziget olasz lakosságának többsége elhagyta Lastovo területét. A lakosság számának további csökkenését a horvát ajkú lakosság Ausztráliába és Amerikába történő kitelepülése okozta. Zaklopatica 1961-re teljesen elnéptelenedett. A háború utáni időszak Lastovot is Vis sorsára juttatta, katonai övezet lett. Ez gazdasági és népességi stagnáláshoz vezetett, viszont lehetővé vált a természeti környezet megőrzése. 1981-től a turizmus fellendülésének köszönhetően újra lett állandó lakossága a településnek. 1988-ban enyhítették a tiltást, mely a külföldi állampolgárok Lastovora történő belépésére vonatkozott. 1991-ben a településen már 69 lakost számláltak. A  független Horvátország megalakulása után a JNA egységei még 1992. május 31-ig a szigeten maradtak. 2006. szeptember 29-én a horvát szábor határozatával megalapították a Lastovoi Természetvédelmi Parkot. 2011-ben a településnek 87 lakosa volt, akik főként a halászatból és a turizmusból éltek.

## Népesség
| Lakosság változása | Lakosság változása | Lakosság változása | Lakosság változása | Lakosság változása | Lakosság változása | Lakosság változása | Lakosság változása | Lakosság változása | Lakosság változása | Lakosság változása | Lakosság változása | Lakosság változása | Lakosság változása | Lakosság változása | Lakosság változása |
| ------------------ | ------------------ | ------------------ | ------------------ | ------------------ | ------------------ | ------------------ | ------------------ | ------------------ | ------------------ | ------------------ | ------------------ | ------------------ | ------------------ | ------------------ | ------------------ |
| 1857               | 1869               | 1880               | 1890               | 1900               | 1910               | 1921               | 1931               | 1948               | 1953               | 1961               | 1971               | 1981               | 1991               | 2001               | 2011               |
| 0                  | 0                  | 0                  | 0                  | 0                  | 0                  | 0                  | 15                 | 12                 | 5                  | 0                  | 0                  | 22                 | 69                 | 71                 | 87                 |

## Nevezetességei
A falutól nyugatra fekvő Sozanj-hegytől délre található a Szent Lukács templom, melyet a 11. században építettek. A legrégibb fennmaradt templom a szigeten. Amellett az ősi út mellett található, mely Lastovoból Pasadurra vezetett. A korai román stílusú szakrális építészet jegyeit viseli magán. A nagy ívelt homlokzat a kis körablakkal, a külső oszlopokkal és a belső tagolással a dél-dalmáciai építőművészet jellegzetességei. A templomot 1954-ben újították fel utoljára. Csak évente egyszer, október 18-án a szent ünnepén tartanak misét benne.

## Gazdaság
A lakosság fő megélhetési forrása a turizmus, a vendéglátás és a halászat.